# Белокрылый вампир
Белокрылый вампир (лат. Diaemus youngi) — млекопитающее семейства листоносых, обитающее в Центральной и Южной Америке. Единственный вид рода Diaemus.
Длина  тела от 7,7 до 11,5 см, длина предплечья от 48 до 54 мм, длина ступни от 16 до 20 мм, длина ушей от 16 до 18 мм, вес до 40 г и размах крыльев от 32 до 35 см. Мех тонкий и шелковистый. Верхняя часть тела от коричневого до красновато-коричневого цвета. Брюшная часть серовато-бурая. Глаза относительно большие и блестящие. Рот короткий. Не имеет хвоста. 
Встречается в различного типа лесах и переходных зонах. Отдыхает в пещерах, дуплах деревьев небольшими группами до 30 животных. Питается в основном кровью различных видов птиц.